# Orphale Cruckestadion
Orphale Cruckestadion – stadion piłkarski w Ronse, w Belgii. Obiekt może pomieścić 5021 widzów. Swoje spotkania rozgrywają na nim piłkarze klubu KSK Ronse.
Stadion powstał niedługo po fuzji dwóch klubów piłkarskich z Ronse, ASSA Ronse (grającego dotychczas na Maurice Vandewielestadion) i Club Ronse (występującego dotąd na Parc Lagache), do której doszło w 1987 roku (w wyniku fuzji powstał KSK Ronse). Obiekt nosi imię pochodzącego z Ronse polityka i działacza sportowego, Orphale Crucke. W 2007 roku stadion był jedną z aren piłkarskich Mistrzostw Europy U-17. Rozegrano na nim dwa spotkania fazy grupowej tego turnieju.